# Astrenis sinuata
Astrenis sinuata är en stekelart som först beskrevs av Per Abraham Roman 1909.  Astrenis sinuata ingår i släktet Astrenis och familjen brokparasitsteklar. Enligt den finländska rödlistan är arten sårbar i Finland. Arten är reproducerande i Sverige. Artens livsmiljö är skogar. Inga underarter finns listade.